# Turnix nanus
La quaglia tridattila groppanera (Turnix nanus (Sundevall, 1850)) è un uccello caradriiforme della famiglia dei Turnicidi, originario dell'Africa subsahariana.